# 曹申吉
曹申吉（1635年—1680年），字锡馀，别号澹馀，山東安丘县城东关人，清初大臣。

## 生平
申吉八歲能文，十七歲中举人。顺治十二年（1655年）中进士，选内翰林院庶吉士，顺治十四年授国史院编修。顺治十五年补湖广下荆南道参议。顺治十六年调任河南睢陈兵备副使。康熙九年调任吏部右侍郎后，康熙十年官至贵州巡抚，三藩之亂時投降吴三桂，康熙十九年，“蜡书赴阙，密陈机宜”，事洩被执，在昆明双塔寺旁古井被害。康熙二十二年灵柩由云南运回故里。康熙帝以其降吴，定为“逆臣”，雍正帝撤销其罪名。工詩，有《澹餘诗选》。曾修《貴州通志》。

## 家族
祖父曹銓，官光祿寺丞；父曹復植為弟子員，早亡；兄曹贞吉。

## 外部連結
- 曹申吉 （页面存档备份，存于） 中研院史語所
- 兄弟進士——曹申吉[永久] 安丘新聞網